# John Eliot Gardiner
Sir John Eliot Gardiner, (Fontmell Magna, Dorset, Anglaterra, 20 d'abril, 1943), és un director britànic, director de cor i especialista en Bach.

## Biografia
John Eliot Gardiner és fill de Rolf Gardiner i Marabel Hodgkin i net de l'egiptòleg Alan Gardiner. Prové d'una família de músics, tocava el violí de petit i també es va dedicar al cant. Va guanyar la seva primera experiència al podi del director als 15 anys. Inicialment va estudiar història a la Universitat de Cambridge amb un màster en arts el 1965. Durant els seus estudis va dirigir els Oxford i Cambridge Singers en una gira per l'Orient Mitjà i va fundar el Monteverdi Choir el 1964. Després de graduar-se a Cambridge, va estudiar a Londres amb Thurston Dart al King's College i després va passar dos anys amb Nadia Boulanger a París. El 1968 va fundar l'Orquestra Monteverdi.
Gardiner va fer el seu debut a l'òpera londinenca el 1969 amb La flauta màgica a l'Òpera Nacional anglesa, i el 1973 va dirigir com a convidat Iphigénie en Tauride de Gluck a la Royal Opera House Covent Garden. En la seva primera aparició als Estats Units el 1979, va dirigir l'Orquestra Simfònica de Dallas.
Gardiner va celebrar els seus principals èxits a través de les seves actuacions i enregistraments de música antiga, especialment en la pràctica de la interpretació històrica. Cap a l'any 1978, el conjunt English Baroque Soloists, format per membres de l'Orquestra de Monteverdi, va aparèixer per primera vegada al Festival de Música Antiga d'Innsbruck amb una interpretació dAcis i Galatea de Händel amb instruments històrics.
De 1980 a 1983, Gardiner va ser director principal de la CBC Vancouver Orchestra. Del 1983 al 1988, com a director musical de l'Òpera Nacional de Lió, va formar una nova orquestra que ara és una de les millors de França. De 1981 a 1990 va ser director artístic del Festival internacional Händel de Göttingen i de 1991 a 1994 director en cap de l'Orquestra Simfònica NDR d'Hamburg. Com a convidat, Gardiner va dirigir, entre altres coses, l'Orquestra Philharmonia, l'Orquestra de Cleveland, l'Orquestra Reial del Concertgebouw, la Orquestra Filharmònica de Viena, l'Orquestra Filharmònica de Berlín, la Staatskapelle Dresden i l'Orquestra Gewandhaus. El 2010 i el 2013 va dirigir el Concert de Cap d'Any de Venècia.
L'any 1989, amb motiu del 25è aniversari de la fundació del Cor de Monteverdi, Gardiner va emprendre una gira mundial amb interpretacions de les Vespres marianes de Monteverdi de 1610, que també es van gravar com a producció de pel·lícules, vídeos i CD. El diari francès Le Monde va elogiar els èxits d'aquest conjunt cantant amb les paraules: «Si hi hagués un premi Nobel de cant coral, el cor de Monteverdi ho aconseguiria».
El 1990, Gardiner va fundar una altra orquestra d'instruments d'època per interpretar de manera autèntica música clàssica i romàntica, l'Orchestre Révolutionnaire et Romantique. El mateix any va dirigir el 'Monteverdi Choir' i els 'English Baroque Solists' en el seu debut al Festival de Salzburg, on n'és un convidat habitual des d'aleshores.
El febrer de 2014, Gardiner va assumir el càrrec de president de la Fundació Bach Archive Leipzig.
Els enregistraments destacats sota la direcció de John Eliot Gardiner es van fer inicialment durant la seva etapa a PolyGram amb els segells Deutsche Grammophon, Philips i Decca Records. El 2004, Gardiner va fundar el seu propi segell discogràfic Soli Deo Gloria, que publica exclusivament enregistraments dels seus propis conjunts, incloses totes les cantates d'església de Johann Sebastian Bach en enregistraments en directe de l'any 2000, l'any 250 de la mort del compositor.
Els enregistraments de les grans obres vocals de Johann Sebastian Bach (Passió segons sant Mateu, Passió segons sant Joan, Missa en si menor, Oratori de Nadal, Magnificat) així com els seus enregistraments d'obres d'Hector Berlioz, Georg Friedrich Handel i les òperes de Wolfgang Amadeus Mozart també són molt coneguts enregistraments de les nou simfonies de Ludwig van Beethoven amb l'Orchestre Révolutionaire et Romantique.

## Vida privada
El primer matrimoni de Gardiner, amb Cherryl Ffoulkes, va acabar en divorci després de vuit anys. De 1981 a 1997 es va casar amb la violinista Elizabeth Wilcock, i van tenir tres filles d'aquest matrimoni. L'any 2001 es va casar amb la soprano italiana Isabella de Sabata, neta de Victor de Sabata; el matrimoni va acabar en divorci el 2019.
A més de la seva feina com a músic, dirigeix una granja orgànica de bestiar i oví prop de Springhead, prop de la ciutat de Fontmell Magna al nord de Dorset.

## Premis
Els seus enregistraments li van valer nombrosos premis, com ara Artista de l'any 1994 (Premi Gramophone), Conductor de l'any 1995 (Echo Klassik) i Millor director d'orquestra (Premi de Cannes clàssica). Va ser guardonat amb el premi de la crítica discogràfica alemanya com a Artista clàssic de l'any l'any 1994.
- 1987: Doctor honoris causa per la Universitat de Lió
- 1988: Oficial de l'Ordre de les Arts i les Lletres
- 1989/90: Premi Abbiati
- 1990: Comandant de l'Imperi Britànic
- 1992: nomenat membre honorari del King's College de Londres i de la Royal Academy of Music.
- 1995: Premi Buxtehude, com a primer director
- 1998: Knight Bachelor, de la reina Isabel II amb motiu dels honors de l'aniversari
- 2001: Premi Robert Schumann de la ciutat de Zwickau, per les seves interpretacions innovadores de Schumann (obres orquestrals, Paradise and the Peri, etc.)
- 2001: Premi Händel de l'Ajuntament de Halle
- 2005: Medalla Bach al Festival Bach de Leipzig per l'obra de la seva vida
- 2005: Creu Federal al Mèrit de 1a classe, presentada per l'ambaixador alemany a Londres, Thomas Matussek
- 2005: Premi de Música Léonie Sonning
- 2015: Membre honorari de l'Acadèmia Britànica.

## Publicacions
- Bach: Musik für die Himmelsburg. Aus dem Englischen von Richard Barth. Carl Hanser, München 2016, ISBN 978-3-446-24619-5.